# Edmond de Polignac

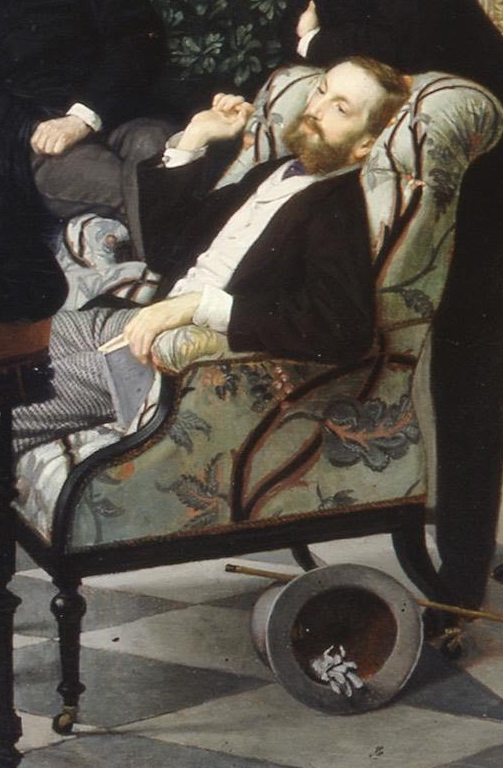
James Tissot: Edmond de Polignac

Claude Monet: Palazzo Contarini (1908)

Edmond Melchior Jean Marie Prince de Polignac (* 19. April 1834 in Millemont, Département Seine-et-Oise, Frankreich; † 8. August 1901 in Paris) war ein französischer Komponist.

## Leben
Edmond de Polignac entstammte dem Hause Polignac und war der Sohn des Herzogs Jules de Polignac (1780–1847), Ministerpräsident zur Zeit König Karls X., und der Mary Charlotte Parkins (1792–1864).
Edmonds Freunde, Robert de Montesquiou und dessen Cousine Comtesse Élisabeth Greffulhe, stellten den Kontakt zu Winnaretta Singer her, Tochter und Miterbin des amerikanischen Nähmaschinen-Herstellers Isaac Merritt Singer, die ihre lesbischen Vorlieben mehr oder weniger diskret auslebte, ebenso wie Polignac seine homosexuellen. Infolge einer ersten, geschiedenen Ehe trug Winnie den Titel einer Comtesse de Scey-Montbéliard. Am 15. Dezember 1893 heiratete der damals 59-jährige katholische Prinz und Junggeselle die über 30 Jahre jüngere jüdische Frau, ging mit ihr eine harmonische und für beide Seiten vorteilhafte Mariage blanc (= Scheinehe) ein, die bis zum Tod Polignacs Bestand hatte.
Gemeinsam mit seiner Frau gründete Polignac in Paris einen einflussreichen Salon, der zu einem Zentrum kulturellen Lebens wurde und in dem viele bedeutende Künstler wie Marcel Proust, Jean Cocteau und Claude Monet verkehrten. Im Jahr 1900 erwarben sie in Venedig den Palazzo Contarini, der seither Palazzo Contarini Polignac heißt.

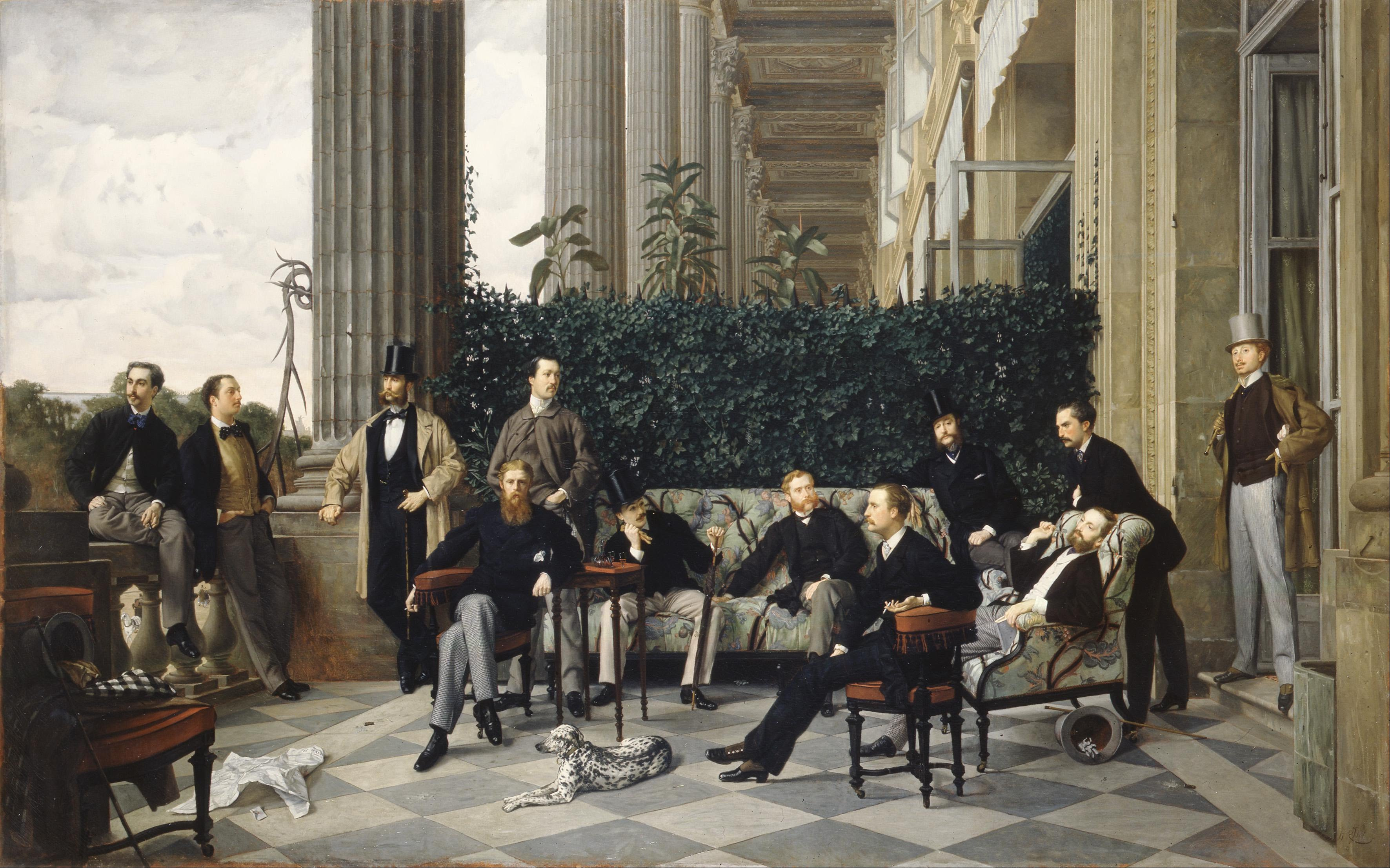
Der Zirkel der Rue Royale, James Tissot, 1868

Proust lernte durch Vermittlung von Edmond de Polignac den jüdischen Kunstkenner und Salonlöwen Charles Haas (1833–1902) kennen. Haas ist neben Polignac auf James Tissots Gemälde Der Zirkel der Rue Royale von 1868 (im Musée d’Orsay) abgebildet. Der gesellschaftlich ehrgeizige Haas wurde zum Vorbild für die literarische Figur des Charles Swann in Prousts Werk Auf der Suche nach der verlorenen Zeit. Ein weiterer Hauptheld der Romanfolge ist der Baron Charlus, dessen reales Vorbild Robert de Montesquiou zugleich ein Freund von Polignac und Proust war; Montesquious Cousine Élisabeth Greffulhe, ebenfalls eine enge Freundin Polignacs, wurde zum Vorbild der Herzogin von Guermantes. Mit Edmonds Cousin (dritten Grades), dem Grafen Pierre de Polignac, späterem Prinzgemahl von Monaco, verband Proust zunächst eine Freundschaft, dann eine unglückliche Affäre. Die gesellschaftlichen Zirkel, in denen Polignac sich bewegte, wurden somit zum Gegenstand der sieben Romanbände des Hauptwerks der französischen Romanliteratur des frühen 20. Jahrhunderts und gewannen damit „literarische Unsterblichkeit“. Proust, der nie um „Aperçus von diabolischer Finesse“ (Léon Daudet) verlegen war, beschrieb Polignac als einen „verlassenen Donjon, den man zur Bibliothek umfunktioniert hat“.